# Jatropha pachyrrhiza
Jatropha pachyrrhiza är en törelväxtart som beskrevs av Radcl.-sm.. Jatropha pachyrrhiza ingår i släktet Jatropha och familjen törelväxter.
Artens utbredningsområde är Zambia. Inga underarter finns listade i Catalogue of Life.